# Рампо Спиров
Харалампи (Рампо) Спиров (на английски: Rampo Spriroff) е български революционер, деец на Вътрешната македоно-одринска революционна организация.

## Биография
Роден е на 1 март 1884 година в град Прилеп, тогава в Османската империя. В 1900 година влиза във ВМОРО. Взима участие в Илинденско-Преображенското въстание като четник на войводата Петър Ацев и участва в нападението на мюдюрлука във Витолище, Мариово.
След въстанието продължава да се занимава с революционна дейности и е доверено лице на ръководството на Прилепския революционен комитет.
В 1905 година емигрира в САЩ и се установява в Стийлтън, Пенсилвания. Член е и на борда на настоятелството на МПО „Прилеп“, Стийлтън.
Умира през декември 1969 година.